# Marie Gluesenkamp Perez
Kristina Marie Perez, coniugata Gluesenkamp, meglio nota come Marie Gluesenkamp Perez (Harris County, 6 giugno 1988), è una politica statunitense, membro della Camera dei Rappresentanti per lo stato di Washington dal 2023.

## Biografia
Nata in una famiglia di origini messicane, dopo aver studiato economia al college, Marie Perez sposò Dean Gluesenkamp e insieme al marito aprì un'officina di riparazioni meccaniche a Portland. Entrata in politica con il Partito Democratico, nel 2016 si candidò infruttuosamente per un seggio all'interno della commissione di contea di Skamania, perdendo la competizione per circa 400 voti di scarto. Rivestì in seguito alcune cariche pubbliche all'interno del Partito Democratico dello stato di Washington.
Nel 2022 si candidò alla Camera dei Rappresentanti, in quelle che furono delle primarie molto combattute: il meccanismo elettorale non prevedeva primarie separate per partito ma un'unica competizione in cui i primi due classificati accedevano al ballottaggio. Marie Gluesenkamp Perez conquistò il primo posto nelle primarie, aggiudicandosi il 31% delle preferenze. Il secondo piazzamento favorì il repubblicano Joe Kent, che sconfisse la deputata in carica Jaime Herrera Beutler con un margine di appena 928 voti. Kent era stato appoggiato pubblicamente da Donald Trump, poiché la deputata Herrera Beutler era stata una dei dieci repubblicani a votare a favore del suo secondo impeachment a seguito dei fatti del 6 gennaio 2021.
L'essersi schierata contro Trump costò alla deputata il suo seggio, ma probabilmente Kent si propose come un repubblicano troppo estremista per l'elettorato moderato del distretto congressuale e a ciò si aggiunse l'inattesa prestazione di Marie Gluesenkamp Perez. Pur essendo data come fortemente sfavorita (i sondaggi e le previsioni le davano appena il 2% di probabilità di vittoria), Marie Gluesenkamp Perez riuscì a sconfiggere Kent superandolo dello 0.83% sul voto complessivo. Di conseguenza, il risultato elettorale destò l'interesse degli osservatori a livello nazionale, venendo definito "il più sorprendente stravolgimento politico dell'anno". La stessa Gluesenkamp Perez attribuì la propria vittoria al voto dei repubblicani moderati, che avevano preferito votare lei piuttosto che Kent. Questi rifiutò di ammettere la sconfitta prima di un riconteggio ufficiale delle schede, a seguito del quale riconobbe ufficialmente il risultato elettorale.
Sostenitrice di Bernie Sanders, Marie Gluesenkamp Perez si configura come una democratica moderata. In campagna elettorale fu un'accanita sostenitrice del diritto all'aborto e criticò Kent per non aver condannato pubblicamente l'assalto al Campidoglio del 6 gennaio 2021. Pur sostenendo il secondo emendamento, si è schierata a favore di un innalzamento della soglia di età minima per possedere delle armi.